# 顧其志
顧其志（1546年—1612年），字太冲，號冲吾，直隸蘇州府長洲縣人，民籍，明朝政治人物。

## 生平
隆庆四年庚午科應天府鄉試第十九名舉人。隆慶五年（1571年）中式辛未科會試第一百六十三名，三甲第六十三名進士。工部觀政，授长兴知县，萬曆三年（1575年）升南昌府同知，九年擢授工部员外郎，晉都水司郎中，管理张秋河道，万历十五年升湖广兵备副使。十九年遷陕西督粮左参政，二十年调任广西，改关内道，次年丁憂。二十六年起补山西按察使，二十七年升至福建右布政使，调山东右布政使，二十九年改陕西左布政使，三十一年任都察院右副都御史巡抚陕西，三十三年加左副都御史，三十四年加升兵部右侍郎兼右佥都御史。三十七年二月改任总督陕西三边兵部右侍郎，五月以九年考满，加升右都御史兼兵部左侍郎。三十八年二月改任南京都察院右都御史，尋升南兵部尚书掌南京都察院事，四十年加太子少保，以丁憂守制归，九月卒。

## 家族
曾祖顧顯；祖父顧鉞；父顧汝玉，母王氏；繼母莊氏。重庆下。弟其惪、其愈。